# Puchar Interkontynentalny w Lekkoatletyce 2018 – trójskok mężczyzn
Trójskok mężczyzn – jedna z konkurencji technicznych rozgrywana w ramach lekkoatletycznyego pucharu interkontynentalnego na Stadionie miejskim w Ostrawie-Witkowicach.

## Terminarz
Źródło: worldathletics.org.
| Data       | Godzina |
| ---------- | ------- |
| 9 września | 15:00   |

## Rekordy
Tabela prezentuje rekord świata, rekord pucharu interkontynentalnego, rekordy kontynentów oraz najlepszy wynik na listach światowych w sezonie 2018 przed rozpoczęciem mistrzostw.
|                                     | Zawodnik             | Wynik | Miejsce     | Data                      |
| ----------------------------------- | -------------------- | ----- | ----------- | ------------------------- |
| Rekord świata                       | Jonathan Edwards     | 18,29 | Göteborg    | 7 sierpnia 1995(dts)      |
| Listy światowe                      | Pedro Pablo Pichardo | 17,95 | Doha        | 4 maja 2018(dts)          |
| Rekord pucharu interkontynentalnego | Yoelbi Quesada       | 17,61 | Londyn      | 10 września 1994(dts)     |
| Rekord Afryki                       | Tarik Bouguetaïb     | 17,37 | Al-Chamisat | 14 lipca 2007(dts)        |
| Rekord Azji                         | Li Yanxi             | 17,59 | Jinan       | 26 października 2009(dts) |
| Rekord Ameryki Północnej            | Christian Taylor     | 18,21 | Pekin       | 27 sierpnia 2015(dts)     |
| Rekord Ameryki Południowej          | Jadel Gregório       | 17,90 | Belém       | 20 maja 2007(dts)         |
| Rekord Europy                       | Jonathan Edwards     | 18,29 | Göteborg    | 7 sierpnia 1995(dts)      |
| Rekord Australii i Oceanii          | Ken Lorraway         | 17,46 | Londyn      | 7 sierpnia 1982(dts)      |

## Rezultaty
Źródło: worldathletics.org.
| Pozycja | Zawodnik               | Drużyna        | Runda | Runda | Runda | Runda    | Runda | Rezultat | Punkty | Uwagi |
| Pozycja | Zawodnik               | Drużyna        | 1.    | 2.    | 3.    | Półfinał | Finał | Rezultat | Punkty | Uwagi |
| ------- | ---------------------- | -------------- | ----- | ----- | ----- | -------- | ----- | -------- | ------ | ----- |
| 1.      | Christian Taylor       | Ameryka        | 17,59 | 17,04 | –     | 17,41    | 17,31 | 17,59    | 8      |       |
| 2.      | Fabrice Zango          | Afryka         | 16,92 | 16,77 | 17,02 | 16,44    | 16,46 | 17,02    | 7      | NR    |
| 3.      | Arpinder Singh         | Azja i Oceania | 16,59 | 16,45 | 16,06 | 16,33    | NQ    | 16,59    | 6      |       |
| 4.      | Nelson Évora           | Europa         | 16,58 | x     | –     | 16,28    | NQ    | 16,58    | 5      |       |
| 5.      | Cristian Nápoles       | Ameryka        | 16,56 | 17,07 | x     | NQ       | NQ    | 17,07    | 4      |       |
| 6.      | Rusłan Kurbanow        | Azja i Oceania | 16,10 | 16,34 | 16,33 | NQ       | NQ    | 16,34    | 3      |       |
| 7.      | Godfrey Khotso Mokoena | Afryka         | 16,02 | 16,25 | 14,71 | NQ       | NQ    | 16,25    | 2      |       |
| 8.      | Pablo Torrijos         | Europa         | 15,27 | 15,42 | x     | NQ       | NQ    | 15,42    | 1      |       |

## Klasyfikacja drużynowa
Źródło:
| Miejsce | Drużyna        | Punkty indywidualne | Punkty drużynowe        |
| ------- | -------------- | ------------------- | ----------------------- |
| 1.      | Ameryka        | 12                  | 16 (wykorzystany joker) |
| 2.      | Azja i Oceania | 9                   | 5                       |
| 2.      | Afryka         | 9                   | 5                       |
| 4.      | Europa         | 6                   | 2                       |